# 天主教伍倫貢教區
天主教伍倫貢教區（拉丁語：Dioecesis Vollongongensis）是澳大利亞一個羅馬天主教教區。屬悉尼總教區。1951年11月15日升為教區。
教區位於新南威爾斯州南部稱為伊拉瓦拉和南部高地的地區，教座位於伍倫貢。2010年有教友185,000人（佔轄區人口28.6%）、卅一個堂區、七十六名司鐸。現任教區主教為伯多祿·英厄姆。